# 布赖斯·德鲁
布赖斯·霍默·德鲁（英語：Bryce Homer Drew，1974年9月21日—），美国NBA联盟前职业篮球运动员。他在1998年的NBA选秀中第1轮第16顺位被休斯顿火箭选中。他现在是大峽谷大學校队的主教练。